# Kerkhof van Fouquières-lès-Béthune
Het Kerkhof van Fouquières-lès-Béthune is een gemeentelijke begraafplaats gelegen in de Franse gemeente Fouquières-lès-Béthune, departement Pas-de-Calais (regio Hauts-de-France). De begraafplaats ligt in het centrum van de gemeente rond de Église Saint-Vaast.

## Brits oorlogsgraf
Op de begraafplaats ligt 1 Brits oorlogsgraf uit de Eerste Wereldoorlog. Aubrey J. Hastings, onderluitenant bij het East Surrey Regiment sneuvelde op 5 oktober 1915. Het graf wordt onderhouden door de Commonwealth War Graves Commission, die de begraafplaats heeft ingeschreven als Fouquieres Churchyard.

## Fouquieres Churchyard Extension
Naast de begraafplaats werd in 1915 een uitbreiding voor militaire graven aangelegd. Deze worden onderhouden door de Commonwealth War Graves Commission, die de extensie heeft ingeschreven als Fouquieres Churchyard Extension.
De begraafplaats heeft een onregelmatige vorm en ligt op een hoger plateau met twee niveaus welke verbonden zijn door een trap (5 treden). Ze is toegankelijk via een monumentale trap aan weerszijden van de centrale toegang. Het Cross of Sacrifice staat in dezelfde aslijn met de toegang en de Stone of Remembrance staat ten westen naast het Cross.
In de Eerste Wereldoorlog werd begraafplaats gebruikt van mei 1915 tot oktober 1918. Een groot deel van de slachtoffers behoorden bij de 46th (North Midland) Division dat hier een drietal jaren gelegerd was. Vele doden waren ook afkomstig van de veldhospitalen die zich in en rond het dorp bevonden. De begraafplaats telt 385 geïdentificeerde Britse graven en 5 Duitse graven, waarvan 2 niet geïdentificeerd konden worden, van de Eerste Wereldoorlog.
In de Tweede Wereldoorlog bevond zich in Beuvry, ongeveer 3 km van Fouquières-lès-Béthune, de No.9 Casualty Clearing Station. 29 Britse slachtoffers, waaronder 2 niet geïdentificeerde, die tijdens de eerste maanden van de Tweede Wereldoorlog waren gestorven waren in deze hulppost zijn op de extensie begraven.

### Minderjarige militair
- James Stone, soldaat bij het Devonshire Regiment was 17 jaar toen hij op 26 september 1915 sneuvelde.

### Onderscheiden militairen
- Gordon Stewart Drummond Forbes, majoor bij de King's Own Scottish Borderers werd vereerd met de Order of Saint Michael and Saint George en onderscheiden met de Distinguished Service Order (CMG, DSO).
- Bertram Perceval Lefroy, luitenant-kolonel bij het Royal Warwickshire Regiment en George Bernard Johnson, majoor bij de Royal Field Artillery werden onderscheiden met de Distinguished Service Order (DSO).
- George Allen Hinton, kapitein bij de Royal Engineers werd tweemaal onderscheiden met het Military Cross (MC and Bar).
- Frank Clarke Place, onderluitenant bij het King's Own (Royal Lancaster Regiment) werd onderscheiden met het Military Cross en de Military Medal (MC, MM).
- Ernest John Walthew, luitenant-kolonel bij de Royal Engineers; Harold Alfred Ivatt, kapitein bij het South Staffordshire Regiment en Patrick Stapler Thompson, luitenant bij de Royal Engineers werden onderscheiden met het Military Cross (MC).
- korporaal F. Dixon van het Lincolnshire Regiment en compagnies sergeant-majoor A. Passmore van het Leicestershire Regiment werden onderscheiden met de Distinguished Conduct Medal (DCM). Laatstgenoemde ontving ook de Military Medal (MM).
- de sergeanten Thomas Montague Garner en Thomas Hardwick; korporaal T.H.M. Watson; de kanonniers P. Gannon en Henry Vasey en artillerist J. Peet ontvingen de Military Medal (MM). Korporaal James Austin ontving deze onderscheiding tweemaal (MM and Bar).